# Nancy Wilson/Cannonball Adderley
Nancy Wilson/Cannonball Adderley è un album di Julian Cannonball Adderley e di Nancy Wilson, pubblicato nel 1962 dall'etichetta discografica Capitol Records. È il ventesimo album in studio di Cannonball Adderley.

## Descrizione
L'album venne registrato in due sessioni distinte, entrambe a New York, la data con i sei (più il brano del CD) brani registrati con la cantante Nancy Wilson è esatta, mentre sulle note di copertina del CD del 1993 i rimanenti brani (cinque) sono riportate come date di registrazione il 23 e 24 agosto 1961. Nel catalogo che cronologicamente segue tutte le sessioni del sassofonista è invece indicata come (unica) data di incisione il 1º settembre 1962, il disco originale quindi fu pubblicato nel 1962 (non nel 1961 come indicato in parecchie pubblicazioni). Nel CD del 1993 è presente il brano Little Unhappy Boy, assente nell'LP originale.

## Tracce

### LP
Lato A
1. Save Your Love for Me – 2:38 (Budd Johnson)
2. Teaneck – 4:30 (Nat Adderley)
3. Never Will I Marry – 2:16 (Frank Loesser)
4. I Can't Get Started – 4:55 (Ira Gershwin, Vernon Duke)
5. The Old Country – 2:57 (Nat Adderley, Curtis Lewis)
6. One Man's Dream – 5:09 (Joe Zawinul)

Durata totale: 22:25
Lato B
1. Happy Talk – 2:21 (Oscar Hammerstein II, Richard Rodgers)
2. Never Say Yes – 3:57 (Nat Adderley)
3. The Masquerade Is over – 4:15 (Herbert Magidson, Allie Wrubel)
4. Unit 7 – 6:04 (Sam Jones)
5. A Sleepin' Bee – 2:32 (Harold Arlen, Truman Capote)

Durata totale: 19:09

### CD 1993
1. Save Your Love for Me – 2:38 (Buddy Johnson)
2. Never Well I Marry – 2:16 (Frank Loesser)
3. The Old Country – 2:57 (Nat Adderley, Curtis Lewis)
4. Happy Talk – 2:21 (Richard Rodgers, Oscar Hammerstein II)
5. The masquerade Is over – 4:15 (Allie Wrubel, Herbert Magidson)
6. A Sleepin' Bee – 2:32 (Harold Arlen, Truman Capote)
7. Little Unhappy Boy – 2:14 (Curtis Lewis) – Registrato il 27 e 29 giugno 1961 a New York
8. Teaneck – 4:30 (Nat Adderley)
9. I Can't Get Started – 4:55 (Vernon Duke, Ira Gershwin)
10. One Man's Dream – 5:09 (Joe Zawinul, C. Wright)
11. Never Say Yes – 3:57 (Nat Adderley)
12. Unit 7 – 6:04 (Sam Jones)

Durata totale: 43:48

## Musicisti
Nancy Wilson with Cannonball Adderley Quintet
Brani A1, A3, A5, B1, B3, B5 & CD-brano 7
- Julian Cannonball Adderley - sassofono alto
- Nancy Wilson - voce
- Nat Adderley - cornetta
- Joe Zawinul - pianoforte
- Sam Jones - contrabbasso
- Louis Hayes - batteria

Cannonball Adderley Quintet
Brani A2, A4, A6, B2 & B4
- Julian Cannonball Adderley - sassofono alto
- Nat Adderley - cornetta
- Joe Zawinul - pianoforte
- Sam Jones - contrabbasso
- Louis Hayes - batteria